# Орлов, Даниэль Всеволодович
Даниэ́ль Все́володович Орло́в (род. 18 июля 1969, Ленинград) — российский писатель

 и издатель. Член Союза писателей Санкт-Петербурга, Президент фонда «Русский текст», Председатель оргкомитета Большого Фестиваля Малой Прозы (БФМП), член русского ПЕН-Центра.

## Биография
Окончил Санкт-Петербургский государственный университет, геологический факультет. До середины 1990-х годов работал в геофизических партиях. В середине 1980-х дебютировал как поэт и автор-исполнитель. Стихи и ранняя проза публиковались в ленинградской периодике. Первая публикация стихов состоялась в газете «Ленинградский университет». Как прозаик дебютировал в 2005 году рассказом «Крестоносец» в журнале «Вечерний гондольер». Рассказы и повести печатались в журналах «Знамя», «Октябрь», «Нева», «Дружба народов», «Днепр», «Зинзивер», «Сетевая словесность», «Полутона», «Присутствие», «Вечерний гондольер», «Literratura», «Наш современник» и др. Произведения переведены на сербский и датский языки.
В 2015 году организовал литературное объединение «Ленинградское Дело», куда вошли петербургские прозаики-романисты Валерий Былинский, Владимир Шпаков, Игорь Шнуренко, Ирина Дудина, Мария Ануфриева, Марат Басыров, Дмитрий Филиппов.
В 2022 году подписал письмо в поддержку российского военного вторжения на Украину.

## Основная библиография
- «Ветреный Ангел», сборник стихов. Нью-Йорк, 1994
- «Северная крепость», повесть. Москва, «Амадеус», 2006
- «Офис-Дзен», сборник рассказов. Санкт-Петербург, «Геликон Плюс», 2010
- «Долгая нота», роман. Москва, «Гиперион», «CheBook», 2012
- «Саша слышит самолёты», роман. Москва, «Современная литература», 2014
- «Чеснок», роман. Москва, «Э» (Эксмо), 2018
- «Время рискованного земледелия», роман. Москва, «Городец», 2021
- «Болван да Марья», роман, рассказы. Москва, «Городец», 2022

## Издательская деятельность
С 1999 по 2006 главный редактор журнала «Компьютер Price».
С 2000 по 2005 год издатель и главный редактор журнала об Интернете и высоких технологиях «Терабайт».
С 2005 по 2008 издатель и главный редактор газеты о культурной жизни Санкт-Петербурга «ТНЕ!» («Ты Настоящий Европеец!»). В издании постоянные колонки вели Дмитрий Горчев, Александр Сенин, Александр Житинский, Николай Благодатов, Анатолий Гуницкий, Вадим Сергеев.
С 2009 года издатель и главный редактор федерального журнала о высокопроизводительных вычислениях «Суперкомпьютеры» (Москва) .
С 2010 года издатель и главный редактор журнала «Вычисления в геологии» (Москва).
В 2013 году вместе с Алексеем Смирновым, Александрой Житинской, Александром Басовым, Германом Садулаевым, Игорем Голубенцевым, Алексеем Ярыгиным образовал Фонд содействия авторам и издателям литературных произведений «Русский Текст». Под эгидой фонда в Москве, в издательстве «Современная литература» (Главный редактор Андрей Коровин) были изданы книги Игоря Голубенцева, Германа Садулаева, Владимира Шпакова, Ольги Аникиной, Юрия Нечипоренко, Леонида Костюкова, Максима Репина, Игоря Шнуренко, Михаила Квадратова.
В 2015 году был выпущен сборник «Москва и Петербург — как мы их не знаем» и «Поэтический атлас России».

## Награды и премии
- Дипломант Волошинского конкурса в Коктебеле в 2010, 2014 гг.
- Премия «Ясная поляна» длинный список за роман «Саша слышит самолёты» в 2015 г.
- Премия им. Н. В. Гоголя в номинации «Шинель» за роман «Саша слышит самолёты» в 2015 г.
- Лауреат Международного конкурса драматургии «Автора на сцену!»[2]
- Премия журнала «Дружба народов» за повесть «Счастливая жизнь в долг»[3]
- В 2021 г. роман «Время рискованного земледелия» вошел в шорт-лист Российской литературной премии «Национальный бестселлер»[4]